# Теорія рішень

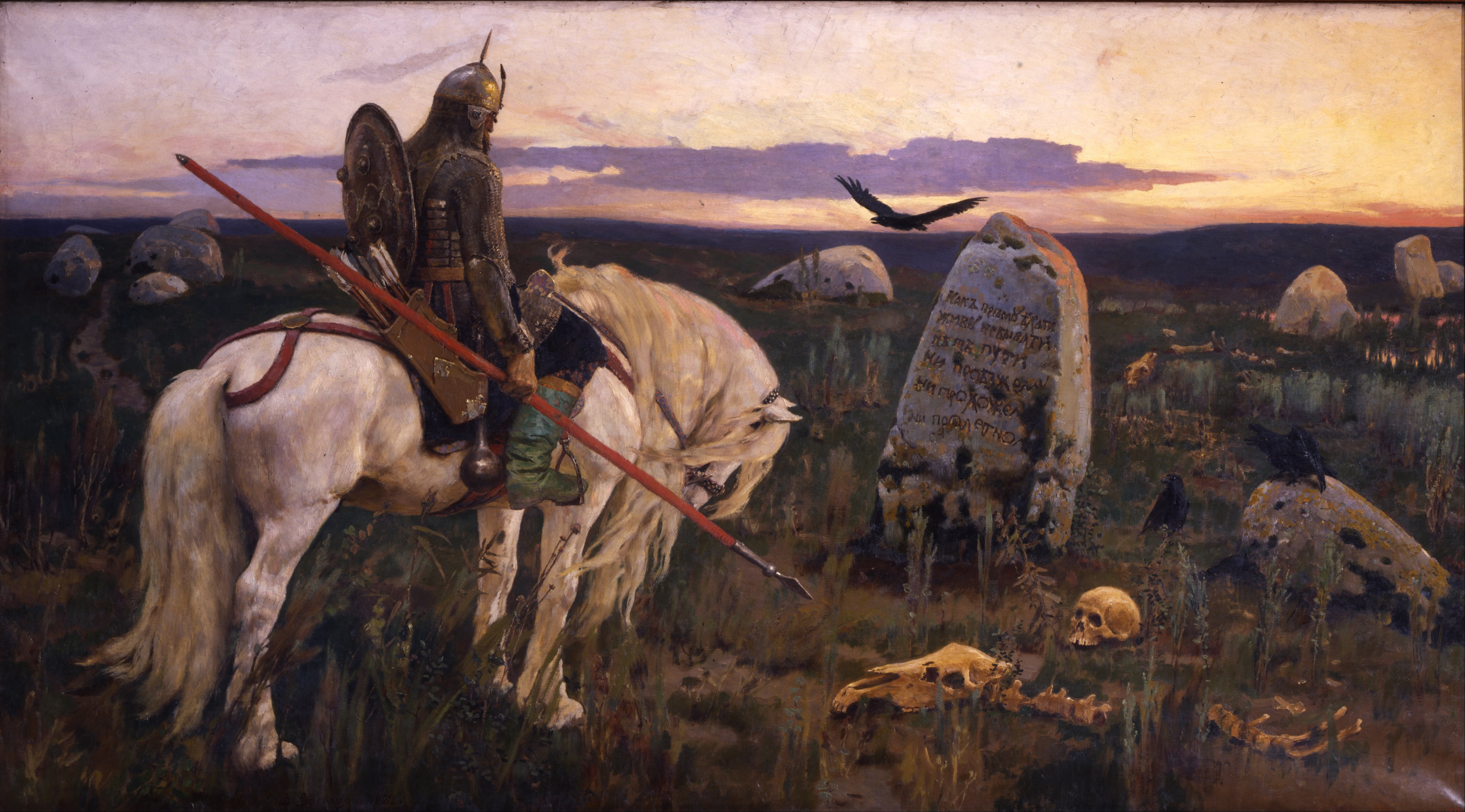
Віктор Васнецов. Витязь на роздоріжжі. 1882

Тео́рія рі́шень — царина досліджень, яка математичними методами досліджує закономірності людського вибору найвигідніших із можливих альтернатив і має застосування в економіці, менеджменті, когнітивній психології, інформатиці та обчислювальній техніці.

Розрізняють нормативну теорію, яка описує раціональний процес вибору та дескриптивну теорію, що стосується практики вирішування. 

## Основні положення
Теорія рішень базується на шести аксіомах. Лотереєю називається гра з двома виходами: х із ймовірністю р та виходом у з імовірністю 1-р; символьний запис для лотереї: {\displaystyle ~(x,p,y)}.
Аксіома 1. Виходи х, у, z належать множині виходів.
Аксіома 2. Нехай {\displaystyle ~R} означає відношення нестрогої переваги, а {\displaystyle ~I} — відношення байдужости (еквівалентности). Виконуються дві умови:
1) зв'язності: {\displaystyle xRy\cup yRx};
2) транзитивності: з {\displaystyle xRy\cap yRz} випливає {\displaystyle ~xRz}.
Аксіома 3. Лотереї {\displaystyle ~((x,p,y)q,y)} і {\displaystyle ~(x,pq,y)} перебувають у відношенні байдужості.
Аксіома 4. Якщо {\displaystyle ~xIy}, то {\displaystyle ~(x,p,z)I(y,p,z)}.

## Загальний опис задачі ухвалення рішень
Задача ухвалення рішень (ЗУР) є задача, що може бути сформульована в термінах: цілі, засоби, результати.
 ОВ  — особа, яка вирішує.
1) Ціль (мета) формулюється в явному або неявному вигляді.
2) ОВ повинна мати засоби впливу для ухвалення рішень.
У ролі засобів, які впливають на результат, можуть виступати якісь програми, дії.
Спрощено можна вважати, що вирішування являє собою вибір якогось варіанту із існуючого.

## Ухвалення рішень в умовах невизначеності
Умовами невизначеності вважається ситуація, коли результати рішень, що приймаються, невідомі.
Невизначеність підрозділяється на стохастичну (є інформація про розподіл імовірності на безлічі результатів), поведінкову (є інформація про вплив на результати поведінки учасників), природну (є інформація тільки про можливі результати і відсутній про зв'язок між рішеннями і результатами) і апріорну (немає інформації і про можливі результати).
Завдання обґрунтування рішень в умовах невизначеності усіх типів, окрім апріорної, зводиться до звуження початкової безлічі альтернатив на основі інформації, яку має в розпорядженні ЛПР.
Якість рекомендацій для ухвалення рішень в умовах стохастичної невизначеності підвищується при обліку таких характеристик особи ЛПР, як відношення до своїх виграшів і програшів, схильність до ризику.
Обґрунтування рішень в умовах апріорної невизначеності можливе побудовою алгоритмів адаптивного управління.

## Помилки першого і другого роду
Поділ помилкових рішень на помилки першого і другого роду викликане тим, що наслідку від різного роду помилкових рішень принципово розрізняються в частині того, що упущений виграш робить менший вплив на ситуацію, чим реалізований програш. Наприклад, для біржового трейдера наслідку того, що акції не були куплені, коли їх слід було купувати, відрізняються від наслідків ситуації, коли акції були куплені, але купувати їх не слід було. Перша ситуація може означати упущену вигоду, друга — прямі втрати аж до розорення трейдера. Аналогічно для політика відмова від захоплення влади в революційній ситуації відрізняється по наслідках від програної спроби захопити владу. Для генерала почати військову операцію, яку буде програно, набагато гірше, ніж упустити ситуацію, коли можна було провести успішну операцію. В той же час, класифікація помилок першого і другого роду допустима тільки в ситуаціях, коли ведеться точний облік і аналіз ризиків. Так, С. Гафуров відмічав для ситуації біржових брокерів: «Багато хто вважає, що стратегічне завдання аналітичних служб (на відміну від інших підрозділів інвестиційних компаній) — не збільшення прибутку, а мінімізація можливих втрат. І ця принципова відмінність. З точки зору теорії ігор оптимальні рішення аналітиків повинні відрізнятися від оптимальних трейдерських дій. Передбачається, що оптимальні стратегії, реалізовані в рекомендаціях аналітиків, виходять з принципу мінімізації максимальних програшів (мінімакса), тоді як для трейдерів мінімакс — неприйнятна стратегія (мінімізація максимального програшу на ринку — не грати), і в загальному вигляді оптимізація рішень трейдерів формалізується тільки з точки зору байесовського підходу. Звідси і необхідність спеціальних функціональних підрозділів, що забезпечують баланс стратегій, — керівників фондами. Компанії чекають від фондових аналітиків неупереджених прогнозів і обґрунтованих рекомендацій. Одні властивості таких прогнозів очевидні: точність, достовірність. Інші, такі як відтворюваність, методологічна коректність або робастность (незалежність результатів прогнозу від системи координат), часто залишаються поза увагою як фахівців, що роблять прогнози, так і тих, хто ці прогнози оцінює».

## Альтернативи теорії імовірності
Дуже спірна проблема — чи можна замінити використання ймовірності в теорії рішення іншими альтернативами. Прибічники нечіткої логіки, теорії можливостей, теорії очевидностей Демпстера-боярина та ін. підтримують точку зору, що ймовірність — тільки одна з багатьох альтернатив, і вказують на багато прикладів, де нестандартні альтернативи використовувалися з явним успіхом. Захисники Теорії ймовірності вказують на:
- роботу Річарда Трелкелда Коксу з виправдання аксіом теорії ймовірності;
- парадокси Бруно де Финетти як ілюстрацію теоретичних труднощів, які можуть виникнути завдяки відмові від аксіом теорії ймовірності;
- теореми досконалих класів, які показують, що усі допустимі вирішальні правила еквівалентні баєсівському вирішальному правилу з деяким апріорним розподілом (можливо, непідходящим) і деякій функції корисності. Таким чином, для будь-якого вирішального правила, породженого неімовірнісними методами, або є еквівалентне баєсівское правило, або є баєсівское правило, яке ніколи не гірше, але (принаймні) іноді і краще.

Дійснозначність імовірнісної міри під сумнів була поставлена тільки одного разу — Дж. М. Кейнс в його трактаті «Імовірність» (1910 рік). Але сам автор в 30-х роках назвав цю роботу «найгіршою і наївнішою» з його робіт і в 30-х роках став активним прибічником аксіоматики Колмогорова — Ріхард фон Мізеса і ніколи не ставив її під сумнів. Скінченість ймовірності і рахункова адитивність — це сильні обмеження, але спроба прибрати їх, не зруйнувавши будівлі всієї теорії, виявилися марними. Це в 1974 році визнав один з найяскравіших критиків аксіоматики Колмогорова — Бруно де Финетти.
Ба більше, він показав фактично зворотне — відмова від рахункової аддитивності робить неможливими операції інтегрування і диференціювання і, отже, не дає можливості використати апарат математичного аналізу в теорії ймовірності. Тому завдання відмови від рахункової аддитивності — це не завдання реформування теорії ймовірності, це завдання відмови від використання методів математичного аналізу при дослідженні реального світу.
Спроби ж відмовитися від скінчености ймовірності привели до побудови теорії імовірності з декількома ймовірнісними просторами, на кожному з яких виконувалися аксіоми Колмогорова, але сумарно імовірність вже не мала бути скінченою. Але доки невідомо яких-небудь змістовних результатів, які могли б бути отримані у рамках цієї аксіоматики, але не в рамках аксіоматики Колмогорова. Тому це взагальнення аксіом Колмогорова доки має чисто схоластичний характер.
С. Гафуров вважав, що принциповою відмінністю теорії ймовірності Кейнса (а, отже, і мат. статистики) від колмогоровской (Фон Мизеса і ін.) є те, що Кейнс розглядає статистику з точки зору теорії рішень для нестаціонарних рядів. Для Колмогорова, Фон Мизеса, Фишера і ін. статистика і ймовірність застосовні для істотно стаціонарних і ергодичних (за правильно підібраних даних) рядів — фізичного світу, що оточує нас.
Відомо, що теорія нечіткої множини (англ. fuzzy sets) у певному значенні зводиться до теорії випадкових великих кількостей, тобто до теорії ймовірності. Відповідний цикл теорем наведено в книжках О. І. Орлова, у тому числі вказаних у списку літератури нижче.

## Парадокс вибору
У багатьох випадках спостерігається парадокс, коли більший вибір може призвести до гіршого рішення або, взагалі, до відмови вирішувати. Іноді це теоретично пояснено тим, що називається «паралічем аналізу», реального або сприйнятого, а також, можливо, «раціональним невіглаством». Багато дослідників, включаючи Шину С. Аенгара і Марка Р. Леппера (Sheena S. Iyengar and Mark R. Lepper), опублікувало дослідження цього явища. (Goode, 2001)
Також у нас зараз є центральна проблема вибору — свобода вибору. У розумінні Баррі Шварця вибір не зробив нас вільнішими, але обмежив, не зробив нас щасливішими, але постійно викликає незадоволення.

## Моделювання вирішувань
Багатоплановою моделлю для дослідження різних аспектів теорії рішень є ділові шахи. При цьому як Експертних систем можливе застосування істотних шахових комп'ютерних програм.

## Класифікація ЗУР
Класифікація ЗУР здійснюється в двох аспектах:
1) Класифікація за описом засобів, результатів та зв'язків між ними.
2) Класифікація по опису цілі ЗУР.
Визначимо три множини:
1. {\displaystyle X-} множина альтернатив, тобто засобів, що ми вибираємо.
2. {\displaystyle S-} множина станів зовнішнього середовища, яка характеризує прояв невизначеності в
процесі прийняття рішення.
3. {\displaystyle Z-} множина наслідків, результат розв'язку ЗПР.
Відображення {\displaystyle X*S\rightarrow Z-} відображає зв'язок між засобами і рішеннями.

## Приклади ЗУР

### в умовах визначеності
Припустимо, що при розробці моделі авта нас цікавить два показники: ціна та максимальна швидкість. Маємо можливість вибирати потужність двигуна, кузов, варіанти окремих агрегатів, при цьому кожному фіксованому набору компонент буде відповідати ціна та максимальна швидкість автомобіля, який ми отримаємо.
Визначимо множини {\displaystyle X-} набори агрегатів авто, {\displaystyle S-} один стан середовища, {\displaystyle Z-} конкретні моделі автомобіля, що отримуються, {\displaystyle M-} максимальна швидкість, {\displaystyle C-} ціна. Ставиться задача максимізувати швидкість та мінімізувати ціну

### в умовах ризику
В тролейбусі студент вирішує брати квиток чи ні.
Нехай {\displaystyle X={BB,NB}}, де {\displaystyle B-} брати, {\displaystyle NB-} не брати квиток;

### в умовах невизначеності
| X\S        | Спекотна | Помірне тепло | Дощова |
| Парасольки | 40       | 60            | 90     |
| Капелюхи   | 50       | 93            | 55     |
| Плащі      | 50       | 66            | 79     |
| ---------- | -------- | ------------- | ------ |

Фабрика виробляє парасольки, капелюхи, плащі на вибір. Директор повинен вирішити, які з цих 3-х виробляти наступного літа, якщо відомі прибутки (вони прогнозовані) від реалізації цієї продукції.